# Tresenlesen
Tresenlesen ist ein Kabarettduo, bestehend aus Frank Goosen und Jochen Malmsheimer. Es wurde 1992 in Bochum gegründet. Der Name spielt darauf an, dass sie anfangs in Kneipen vorgelesen haben; als Urheberin des Namens nennt Malmsheimer seine Frau. Im Jahr 2000 trennten sich Goosen und Malmsheimer und kamen im Zuge der Corona-Pandemie 2020 wieder zusammen.

## Geschichte
Im Jahre 1992 las Jochen Malmsheimer, der damals zum Buchhändler ausgebildet wurde, in der Bochumer Kneipe Paddy’s Irish Pub aus Werken des irischen Schriftstellers Flann O’Brien vor. Auf Aufforderung des Wirts machte er daraus eine Reihe und holte Goosen hinzu, der noch studierte. Ihre erste gemeinsame Lesung fand am 31. Mai 1992 statt, Goosens Geburtstag. Bei den Lesungen trugen sie zunächst Texte fremder Autoren vor, die sie zu jeweils einem Thema zusammentrugen, zum Beispiel Science fiction, Western oder Alkohol. Jeder Text musste Malmsheimer zufolge zwei Kriterien erfüllen: Er musste sprachlich relevant und komisch sein. Im Jahr 1997 traten Tresenlesen zum ersten Mal im Fernsehen auf, in der WDR-Sendung Mitternachtsspitzen.
Von 1992 bis 2000 traten Goosen und Malmsheimer als Duo insbesondere in Nordrhein-Westfalen auf. Sie waren Gewinner des Publikumspreises Beklatscht & Ausgebuht beim Prix Pantheon 1997 und des Salzburger Stiers 1998. Nach Differenzen kam es zur Auflösung.
Seit April 2020 sind die beiden wieder gemeinsam aktiv und haben seitdem vier Programme bei YouTube veröffentlicht.
Seit September 2022 ist Tresenlesen mit dem neuen Liveprogramm Endlich in Hengenbengen! auf Tour. 2023 wurde ihnen der Ehrenpreis des Landes Rheinland-Pfalz im Rahmen des Deutschen Kleinkunstpreises verliehen.

## Programme
Zunächst traten Goosen und Malmsheimer in Bochumer Kneipen auf und lasen dort komische Texte anderer Autoren, in insgesamt mehr als 40 Programmen mit mehr als 500 Texten. Später verfassten sie eigene Texte, die sie dann auch auf Kabarettbühnen vortrugen.
- 1995 – Günther
- 1996 – Rohes Fest
- 1997 – Das Auge liest mit
- 1998 – Kloidt Ze Di Penussen!
- 1999 – Würdevoll & Preiswert
- 2020 – Rückkehr nach Sloegenkoegen
- 2020 – Selbsterlebtes, Selbstgewebtes
- 2021 – Wissen Sie, was ich Ihnen sagen werde – Alkohol in der Weltliteratur
- 2021 – ... wenigstens ich hör' Dir zu! Ein pandemisches Optikum
- 2022 – Endlich in Hengenbengen! Die Rückkehr der Erdmännchen des deutschen Humors

## Auszeichnungen
- 1997: Prix Pantheon – Publikumspreis Beklatscht & Ausgebuht
- 1998: Salzburger Stier
- 2023: Ehrenpreis des Landes Rheinland-Pfalz im Rahmen des Deutschen Kleinkunstpreises[3]

## Werke

### CD-Veröffentlichungen
- Günther (1995)
- Rohes Fest (1996)
- Das Auge liest mit (2CD) (1997)
- Kloidt Ze Di Penussen! (1998)
- Würdevoll & Preiswert (1999)
- Werkschau 1993-2000 (2000) (Boxset, limitiert auf 300 handsignierte Exemplare)

### Veröffentlichungen auf YouTube
- Rückkehr nach Sloegenkoegen (2020) (Aufzeichnung während der Corona-Pandemie)[1]
- Selbsterlebtes, Selbstgewebtes (2020) (Aufzeichnung[4] während der Corona-Pandemie)
- Wissen Sie, was ich Ihnen sagen werde – Alkohol in der Weltliteratur (2021) (Aufzeichnung[5] während der Corona-Pandemie)
- ... wenigstens ich hör' Dir zu! Ein pandemisches Optikum (2021) (Aufzeichnung während der Corona-Pandemie)